# Zagaje (Lelkowo)
Pour les articles homonymes, voir Zagaje (homonymie).
Zagaje (Hasselpusch jusqu'en 1945) est un village désormais polonais de la voïvodie de Varmie-Mazurie, dans le powiat de Braniewo.